# Sorghastrum nutans
Espèce
L’Herbe des indiens (Sorghastrum nutans) est une espèce de graminées de la Prairie (Amérique du Nord) ; c'est un emblème de la flore des états d’Oklahoma et de Caroline du Sud. Sorghastrum nutans est un stipe vivace, qui avec l’Andropogon (Andropogon gerardii), le panic (Panicum virgatum) et la graminée Schizachyrium scoparium, forment l'essentiel de la Grande Prairie.